# Irish Open 1980
Die Irish Open 1980 im Badminton fanden im Februar 1980 im Valley Leisure Centre Newtownabbey statt.

## Sieger und Platzierte
| Disziplin    | Gold                         | Silber                       | Bronze                           |
| ------------ | ---------------------------- | ---------------------------- | -------------------------------- |
| Herreneinzel | Dan Travers                  | Bill Thompson                | Peter Thoresen                   |
| Herreneinzel | Dan Travers                  | Bill Thompson                | Gordon Hamilton                  |
| Dameneinzel  | Else Thoresen                | Alison Bryson                | Diane Underwood                  |
| Dameneinzel  | Else Thoresen                | Alison Bryson                | Pamela Hamilton                  |
| Herrendoppel | Gordon Hamilton Dan Travers  | Frazer Evans Brien McKee     | Clifford McIlwaine Bill Thompson |
| Herrendoppel | Gordon Hamilton Dan Travers  | Frazer Evans Brien McKee     | Charlie Gallagher Dave Joiner    |
| Damendoppel  | Christine Heatly Joy Reid    |                              |                                  |
| Damendoppel  | Christine Heatly Joy Reid    |                              |                                  |
| Mixed        | Frazer Evans Diane Underwood | Dan Travers Christine Heatly |                                  |
| Mixed        | Frazer Evans Diane Underwood | Dan Travers Christine Heatly |                                  |